# Parafia Podwyższenia Krzyża Świętego w Gogolewie
Parafia Podwyższenia Krzyża Świętego w Gogolewie – parafia rzymskokatolicka, znajdująca się w archidiecezji poznańskiej, w dekanacie nowomiejskim. Obsługiwana jest przez księży z parafii św. Antoniego Padewskiego w Książu Wielkopolskim.